# Пейви, Кенни
Ке́ннет Сти́вен Пе́йви (англ. Kenneth Steven Pavey, 23 августа 1979, Лондон, Англия) — английский футболист, полузащитник.

## Карьера
Футболом начинал заниматься в 11 лет в Лондоне в клубе «Аффенли». В 12 лет перешёл в школу «Миллуолла», за которую болела вся его семья. В 1995 году отправился на просмотр в «Ситтингборн», с которым в итоге и подписал свой первый профессиональный контракт. В клубе работали бывшие игроки «Миллуолла» Стив Ловелл и Алан Уолкер, поэтому Кенни было легко адаптироваться. В 1998 году был близок к переходу в клуб английской Премьер-лиги «Астон Виллу» и даже сыгран несколько контрольных игр, по итогам которых имел хорошие отзывы. «Ситтингборн» имел серьёзные финансовые проблемы, но клубы не сошлись в сумме трансфера, и переход не состоялся. После этого Кенни отправился на просмотр в шведский «Юнгшиле». Сыграв за основную команду три матча и забив один мяч, Пейви вернулся в Англию чтобы разорвать контракт с «Ситтингборном», после чего подписал двухлетнее соглашение с «Юнгшиле». В 2001 году ездил на просмотр в «Барнсли», однако сразу контракт подписан не был из-за того, что английский клуб находился в плохом финансовом положении и хотел подписать Кенни как свободного агента, после окончания его контракта. По итогам сезона главный тренер Найджел Спэкмен был уволен, а новое руководство трансфер отменило. После этого Кенни решил закончить с футболом и найти работу, не связанную со спортом, однако через год Дэвид Уилсон, главный тренер «Юнгшиле», предложил ему вернуться в команду. В конце 2005 года подписал четырёхлетний контракт с вернувшимся в элиту шведского футбола АИКом. 25 октября 2009 года в матче с принципиальным соперником «Хаммарбю» он забил победный мяч на 71-й минуте. В конце ноября подписал новый контракт на два года, став в составе команды чемпионом Швеции и выигрывав Кубок.
После истечения срока контракта с АИКом в конце 2011 года вернулся в «Юнгшиле», выступавший во Втором дивизионе. Отыграв там один сезон, 14 ноября 2012 года подписал контракт с «Эстером», по итогам сезона завоевавшим право выступать в Алссвенскане.

## Достижения
- Чемпион Швеции: 2009
- Серебряный призёр чемпионата Швеции: 2006
- Обладатель Кубка Швеции: 2009
- Обладатель Суперкубка Швеции: 2010

## Участие в еврокубках
- Кубок УЕФА 2007/2008: 6 игр
- Лига чемпионов УЕФА 2010/2011: 4 игры
- Лига Европы УЕФА 2010/2011: 2 игры